# Jirō Akagawa
Jirō Akagawa (赤川 次郎, Akagawa Jirō, né le 29 février 1948 à Fukuoka) est un écrivain japonais très prolifique, spécialisé dans le roman policier.

## Biographie
Il amorce sa carrière littéraire en 1976 avec une nouvelle qui se déroule à bord d'un train fantôme.  Entre 1977 et 2014, il a fait paraître plus de 500 ouvrages. Il est connu pour ses romans policiers humoristiques, notamment une imposante série d'une trentaine de romans et d'une quinzaine de recueils de nouvelles ayant pour héros Mike-Neko Holmes, un chat détective.
Il a été plusieurs fois nommé pour le Prix des auteurs japonais de romans policiers, notamment en 1979 pour Meurtres pour tuer le temps (Hima-tsubushi no satsujin : ひまつぶしの殺人).

## Œuvres traduites en français

### Romans policiers
- Hima-tsubushi no satsujin (ひまつぶしの殺人, 1978) Publié en français sous le titre Meurtres pour tuer le temps, traduit par Aude Bellenger-Sugai, Arles, P. Picquier, 1995 ; réédition, Arles, P. Picquier, « Piquier poche » no 94, 1998
- Marionetto no wana (マリオネットの罠, 1981) Publié en français sous le titre Le Piège de la marionnette, traduit par Rose-Marie Makino-Fayolle, Arles, P. Picquier, 1994 ; réédition, Arles, P. Picquier, « Piquier poche » no 93, 1998

## Adaptations au cinéma
- 1981 : Sailor Suit and Machine Gun (セーラー服と機関銃, Sērāfuku to kikanjū?), film japonais de Shinji Sōmai
- 1991 : Futari (ふたり?), film japonais de Nobuhiko Ōbayashi
- 2001 : Kokubetsu (告別?), film japonais de Nobuhiko Ōbayashi